# Comté de Crittenden (Arkansas)
Pour les articles homonymes, voir Crittenden.
Le comté de Crittenden est un comté de l'État de l'Arkansas aux États-Unis. Lors du recensement de 2010, il comptait 50 902 habitants. 
Siège : Marion. Plus grande ville : West Memphis.

## Démographie
| 1830  | 1840  | 1850  | 1860  | 1870  | 1880  | 1890   |
| ----- | ----- | ----- | ----- | ----- | ----- | ------ |
| 1 272 | 1 561 | 2 648 | 4 920 | 3 831 | 9 415 | 13 940 |

| 1900   | 1910   | 1920   | 1930   | 1940   | 1950   | 1960   |
| ------ | ------ | ------ | ------ | ------ | ------ | ------ |
| 14 529 | 22 447 | 29 309 | 39 717 | 42 473 | 47 184 | 47 564 |

| 1970   | 1980   | 1990   | 2000   | 2010   | - | - |
| ------ | ------ | ------ | ------ | ------ | - | - |
| 48 106 | 49 499 | 49 939 | 50 866 | 50 902 | - | - |